# Chlebnice
Chlebnice (Hongaars: Chlebnice) is een Slowaakse gemeente in de regio Žilina, en maakt deel uit van het district Dolný Kubín.
Chlebnice telt 1.590 inwoners.
In de volkstelling van 2021 was Chlebnice de grootste gemeente (met een bevolking van minimaal 1.000 inwoners) met een Slowaakse bevolking. 1.600 van de 1.604 inwoners noemde zichzelf etnische Slowaak, oftewel 99,75% van de totale bevolking.